# Journal of Monetary Economics
El Journal of Monetary Economics es una revista académica revisada por pares que cubre investigaciones sobre macroeconomía y economía monetaria. Está publicado por Elsevier y fue fundado en octubre de 1973 por Karl Brunner y Charles I. Plosser. A partir de 2002, se fusionó con la Carnegie-Rochester Conference Series on Public Policy. Esta última serie se estableció en 1976 y fue publicada de forma independiente, originalmente por North-Holland Publishing Company, ahora un sello de Elsevier.
Según Journal Citation Reports, la revista tiene un factor de impacto en 2021 de 4,63. Desde 2022, sus editores son Boragan Aruoba y Yuriy Gorodnichenko. Es ampliamente considerada como una de las revistas académicas de economía más prestigiosas y ocupó el puesto 10 entre todas las revistas de economía en 2008.